# Победници светских првенстава у атлетици на отвореном — 3.000 метара препреке
Дисциплина трчања на 3.000 метара са препрекама у мушкој конкуренцији налази се у програму светских првенстава у атлетици од 1. Светског првенства које је одржано 1983. у Хелсинкију.
Највише успеха у појединачној конкуренцији имао је Езекијел Кембој из Кеније са освојене четири златне и две сребрне медаље. Он је и рекордер Светских првенстава са временом од 8 минута и 43 стотинки, оствареним 2009. у Берлину. У екипној конкуренцији Кенијци доминирају са тридесет две освојене медаље.
Победници светских првенстава и њихови резултати приказани су у следећој табели. Резултати освајача медаља су дати у формату минути:секунде,стотинке.
| Светско првенство       |                             |             |                              |         |                                   |            |
| Хелсинки 1983. детаљи   | Патриз Илг Западна Немачка  | 8:15,06 РСП | Богуслав Мамински Пољска     | 8:17,03 | Колин Рајц Велика Британија       | 8:17,75    |
| Рим 1987. детаљи        | Франческо Панета Италија    | 8:08,57 РСП | Хаген Мелцер Источна Немачка | 8:10,32 | Вилијам Ван Дајк Белгија          | 8:12,18    |
| Токио 1991. детаљи      | Мозес Киптануи Кенија       | 8:12,59     | Патрик Санг Кенија           | 8:13,44 | Азедине Брахми Алжир              | 8:15,54    |
| Штутгарт 1993. детаљи   | Мозес Киптануи Кенија       | 8:06,36 РСП | Патрик Санг Кенија           | 8:07,53 | Алесандро Ламбрускини Италија     | 8:08,78    |
| Гетеборг 1995. детаљи   | Мозес Киптануи Кенија       | 8:04,16 РСП | Кристофер Коскеи Кенија      | 8:09,30 | Саад Ал-Асмари Саудијска Арабија  | 8:12,95    |
| Атина 1997. детаљи      | Вилсон Боит Кипкетер Кенија | 8:05,84     | Мозес Киптануи Кенија        | 8:06,04 | Бернард Бармасаи Кенија           | 8:06,04    |
| Севиља 1999. детаљи     | Кристофер Коскеи Кенија     | 8:11,76     | Вилсон Боит Кипкетер Кенија  | 8:12,09 | Али Езине Мароко                  | 8:12,73    |
| Едмонтон 2001. детаљи   | Реубен Косгеи Кенија        | 8:15,16     | Али Езине Мароко             | 8:16,21 | Бернард Бармасаи Кенија           | 8:16,59    |
| Париз 2003. детаљи      | Саиф Саид Шахин Катар       | 8:04,39     | Езекијел Кембој Кенија       | 8:05,11 | Елисео Мартин Шпанија             | 8:09,09    |
| Хелсинки 2005. детаљи   | Саиф Саид Шахин Катар       | 8:13,31     | Езекијел Кембој Кенија       | 8:14,95 | Бирмин Кипруто Кенија             | 8:15,30    |
| Осака 2007. детаљи      | Бирмин Кипруто Кенија       | 8:13,82     | Езекијел Кембој Кенија       | 8:16,94 | Ричард Матилонг Кенија            | 8:17,59    |
| Берлин 2009. детаљи     | Езекијел Кембој Кенија      | 8:00,43 РСП | Ричард Матилонг Кенија       | 8:00,89 | Боабдела Тахри Француска          | 8:01,18 ЕР |
| Тегу 2011. детаљи       | Езекијел Кембој Кенија      | 8:14,85     | Бирмин Кипруто Кенија        | 8:16,05 | Махиедин Мехиси-Бенабад Француска | 8:16,09    |
| Москва 2013. детаљи     | Езекијел Кембој Кенија      | 8:06,01     | Консеслус Кипруто Кенија     | 8:06,37 | Махиедин Мехиси-Бенабад Француска | 8:07,86    |
| Пекинг 2015. детаљи     | Езекијел Кембој Кенија      | 8:11,28     | Консеслус Кипруто Кенија     | 8:12,38 | Бирмин Кипруто Кенија             | 8:12,54    |
| Лондон 2017. детаљи     | Консеслус Кипруто Кенија    | 8:14,12     | Суфијан Ел Бакали Мароко     | 8:14,49 | Иван Џегер Сједињене Државе       | 8:15,53    |
| Доха 2019. детаљи       | Консеслус Кипруто Кенија    | 8:01,35     | Ламеша Гирма Етиопија        | 8:01,36 | Суфијан Ел Бакали Мароко          | 8:03,76    |
| Јуџин 2022. детаљи      | Суфијан Ел Бакали Мароко    | 8:25,13     | Ламеша Гирма Етиопија        | 8:26,01 | Консеслус Кипруто Кенија          | 8:27,92    |
| Будимпешта 2023. детаљи | Суфијан Ел Бакали Мароко    | 8:03,53     | Ламеша Гирма Етиопија        | 8:05,44 | Абрахам Кибивот Кенија            | 8:11,98    |
| Токио 2025.             |                             |             |                              |         |                                   |            |

## Биланс медаља у трци на 3.000 метара са препрекама
Стање после СП 2023.
|     | Земља                |    |    |    |    |
| --- | -------------------- | -- | -- | -- | -- |
| 1.  | Кенија               | 13 | 12 | 7  | 32 |
| 2.  | Мароко               | 2  | 2  | 2  | 6  |
| 3.  | Катар                | 2  | -  | -  | 2  |
| 4.  | Италија              | 1  | -  | 1  | 2  |
| 5.  | Западна Немачка      | 1  | -  | -  | 1  |
| 6.  | Етиопија             | -  | 3  | -  | 3  |
| 7.  | Пољска               | -  | 1  | -  | 1  |
| 7.  | Источна Немачка      | -  | 1  | -  | 1  |
| 9.  | Француска            | -  | -  | 3  | 3  |
| 10. | Уједињено Краљевство | -  | -  | 1  | 1  |
| 10. | Белгија              | -  | -  | 1  | 1  |
| 10. | Алжир                | -  | -  | 1  | 1  |
| 10. | Саудијска Арабија    | -  | -  | 1  | 1  |
| 10. | Шпанија              | -  | -  | 1  | 1  |
| 10. | Сједињене Државе     | -  | -  | 1  | 1  |
|     | Укупно 15 земаља     | 19 | 19 | 19 | 57 |